# Matias Vitkieviez
Matias Vitkieviez (Montevideo, 16 maggio 1985) è un ex calciatore uruguaiano naturalizzato svizzero, di ruolo attaccante o centrocampista.

## Carriera

### Club
Fa il suo esordio in massima serie svizzera con la maglia del Servette durante la partita del 23 luglio 2011 contro lo Zurigo (vittoria esterna per 2-1). football.ch Segna il suo primo gol in Super League il 31 luglio contro lo Young Boys con la maglia del Servette. Firma la sua prima doppietta in questa categoria il 28 agosto 2011 contro il Sion nello stadio di Tourbillon. Il 16 gennaio 2012 viene annunciato il suo trasferimento alla squadra bernese dello Young Boys per 150 000 franchi svizzeri. Al suo esordio con la squadra bernese affronta proprio il Servette contro il quale mette a segno una doppietta. Con l'arrivo a Berna del tecnico Martin Rueda, non riesce a giocare come titolare e viene quindi prestato alla squadra ginevrina del Servette. Il 9 febbraio 2013 viene quindi schierato dalla squadra ginevrina alla ripresa del campionato dopo la pausa invernale contro il Grasshoppers.  La stagione seguente, il club bernese lo manda in prestito al San Gallo.

### Nazionale
Esordisce in nazionale maggiore il 29 febbraio 2012 a Berna contro l'Argentina in amichevole entrando all'87º minuto in sostituzione di Eren Derdiyok.

## Palmarès

### Club

#### Competizioni nazionali
- Promotion League: 1

Servette: 2015-2016